# ÖBB 1293
Die Lokomotiven der Reihe 1293 der Österreichischen Bundesbahnen (ÖBB) sind vierachsige elektrische Universallokomotiven, die zur Bauart Siemens Vectron gehören. Sie stellen die Nachfolgebauart der allerdings lauftechnisch aufwändigeren Reihe 1216 dar. Die Lokomotiven sind viersystemfähig und damit unter allen im europäischen Regelspurfernbahnnetz vorkommenden Fahrleitungsspannungen einsetzbar.

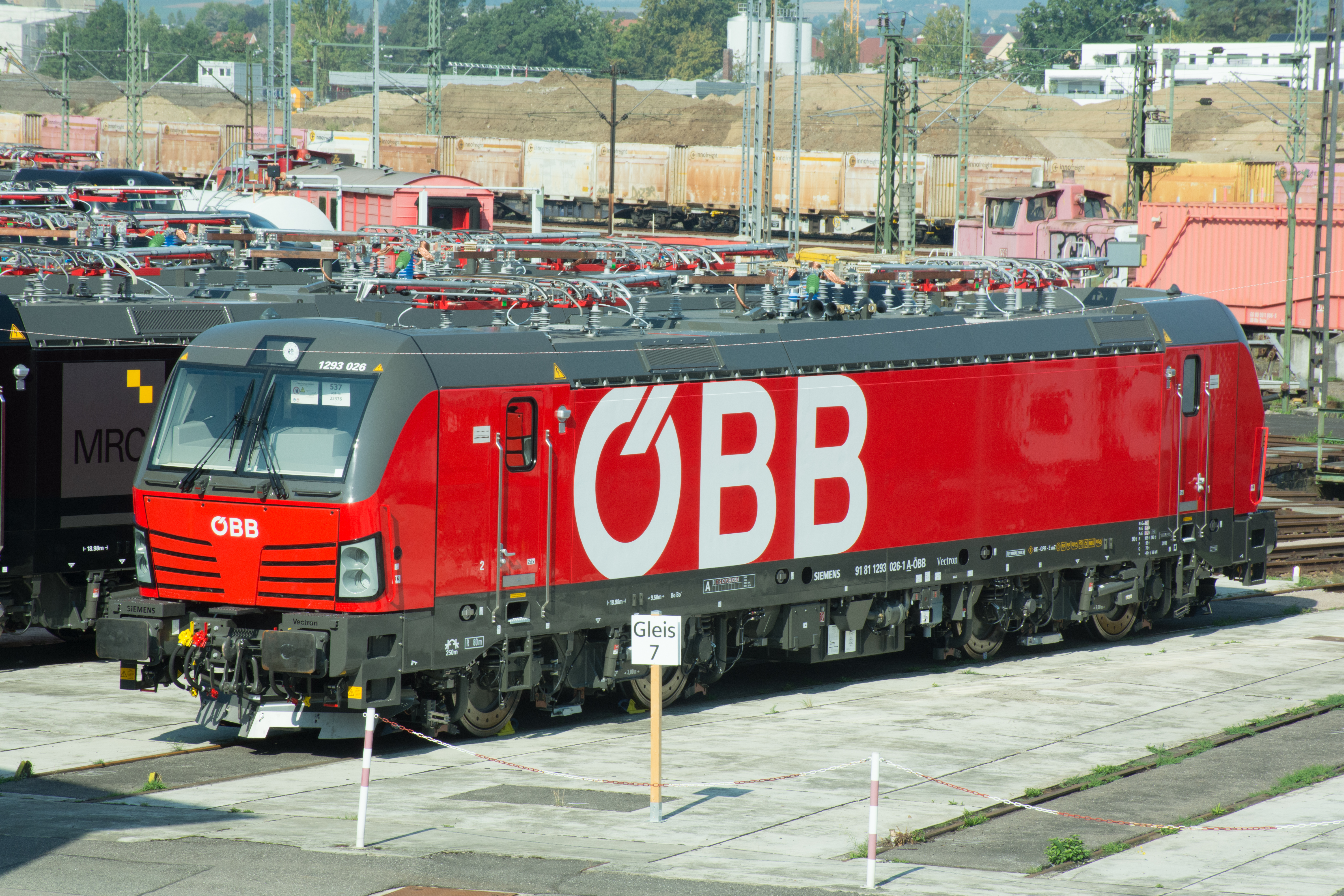
1293 026 in Regensburg

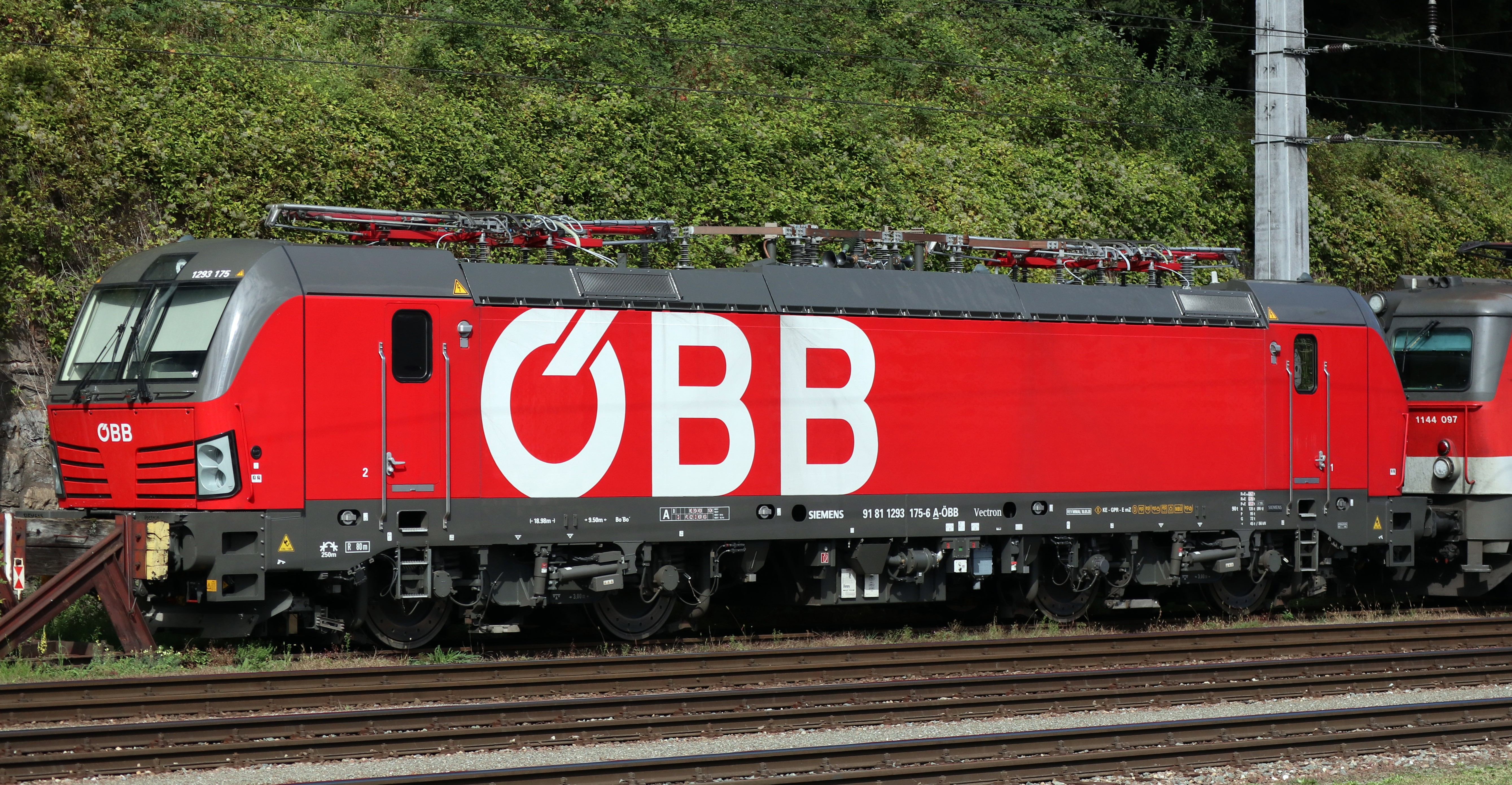
1293 175, eine Lok der letzten Serie in geänderter Länderkonfiguration

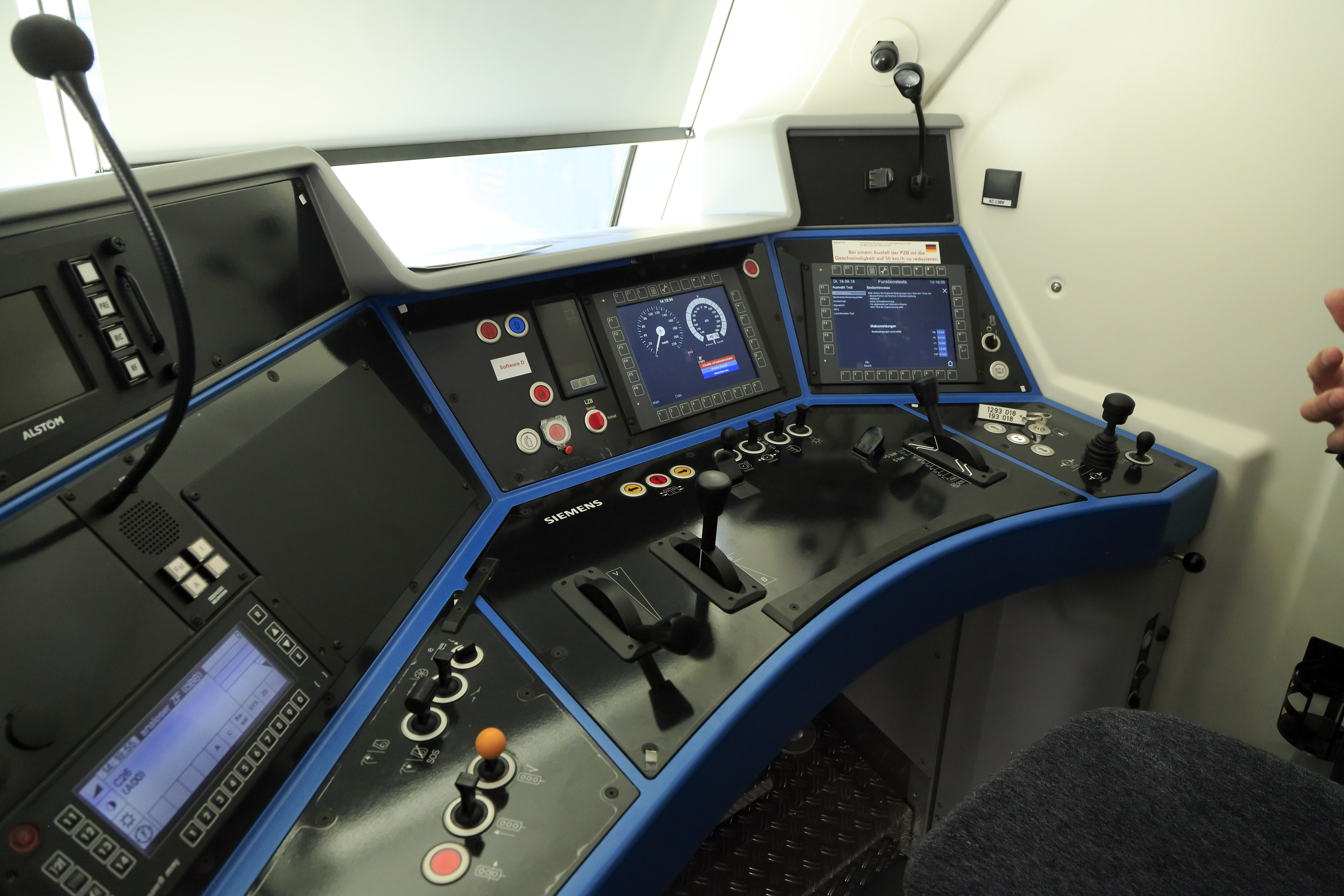
Führerpult einer 1293

## Geschichte
Im Jänner 2017 unterzeichneten die Österreichischen Bundesbahnen und Siemens Mobility einen Rahmenvertrag zur Beschaffung für bis zu 200 Lokomotiven. Laut der Rahmenvereinbarung können von den ÖBB bis zu 100 Wechselstromlokomotiven (AC), 50 Wechselstromlokomotiven mit zusätzlichem Dieselgenerator für den Rangierdienst und 50 Mehrsystemlokomotiven (MS) abgerufen werden. Die Lokomotiven werden im Siemens-Werk in München gebaut, die Drehgestelle werden in Graz gefertigt. Die Inbetriebnahme der ersten Fahrzeuge begann Mitte 2018.
Neben dem Ersatz von Mietlokomotiven durch eigene konnte durch die Inbetriebnahme der Lokomotiven der Bestand der Reihen 1142 und 1144 weiter reduziert werden.
Der 2017 unterzeichnete Rahmenvertrag enthielt eine Vereinbarung über eine Aufteilung in drei verschiedenen Grundausführungen, bis 2025 wurde aber nur eine Ausführung abgerufen:
| Ausführung                        | Anzahl | Abgerufen | Abgeliefert |
| --------------------------------- | ------ | --------- | ----------- |
| Vectron MS                        | 50     | 200       | 155         |
| Vectron AC                        | 100    |           |             |
| Vectron AC mit Dieselrangiermodul | 50     |           |             |

## Technik
Die Lokomotiven weisen im Betrieb mit Wechselspannung eine Leistung von 6400 kW, mit Gleichspannung 6000 kW, auf und haben eine Masse von bis zu 90 Tonnen, die auf vier Achsen verteilt eine Achslast von 22,5 Tonnen ergibt. Aufgrund der überwiegenden Verwendung im Güterverkehr wurden die Lokomotiven zunächst für 160 km/h zugelassen. Seit Herbst 2024 werden die Lokomotiven 047 bis 051 im Railjetverkehr über den Brenner mit 200 km/h eingesetzt. Da die Lokomotiven lauftechnisch für 200 km/h geeignet sind, musste hierfür nur die Software angepasst werden.
Zur Verbesserung der Laufeigenschaften auf bogenreichen Strecken wurden die Lokomotiven mit aktiven Drehdämpfern ausgerüstet. Auf den Hochleistungsantrieb mit abgefederter Bremswelle der »Taurus«-Lokomotiven der Reihen 1016, 1116 und 1216 wurde wegen der geringeren Geschwindigkeiten verzichtet. Eine von außen erkennbare Folge ist die Ausrüstung der Maschinen mit Radscheibenbremsen.

## Einsatz

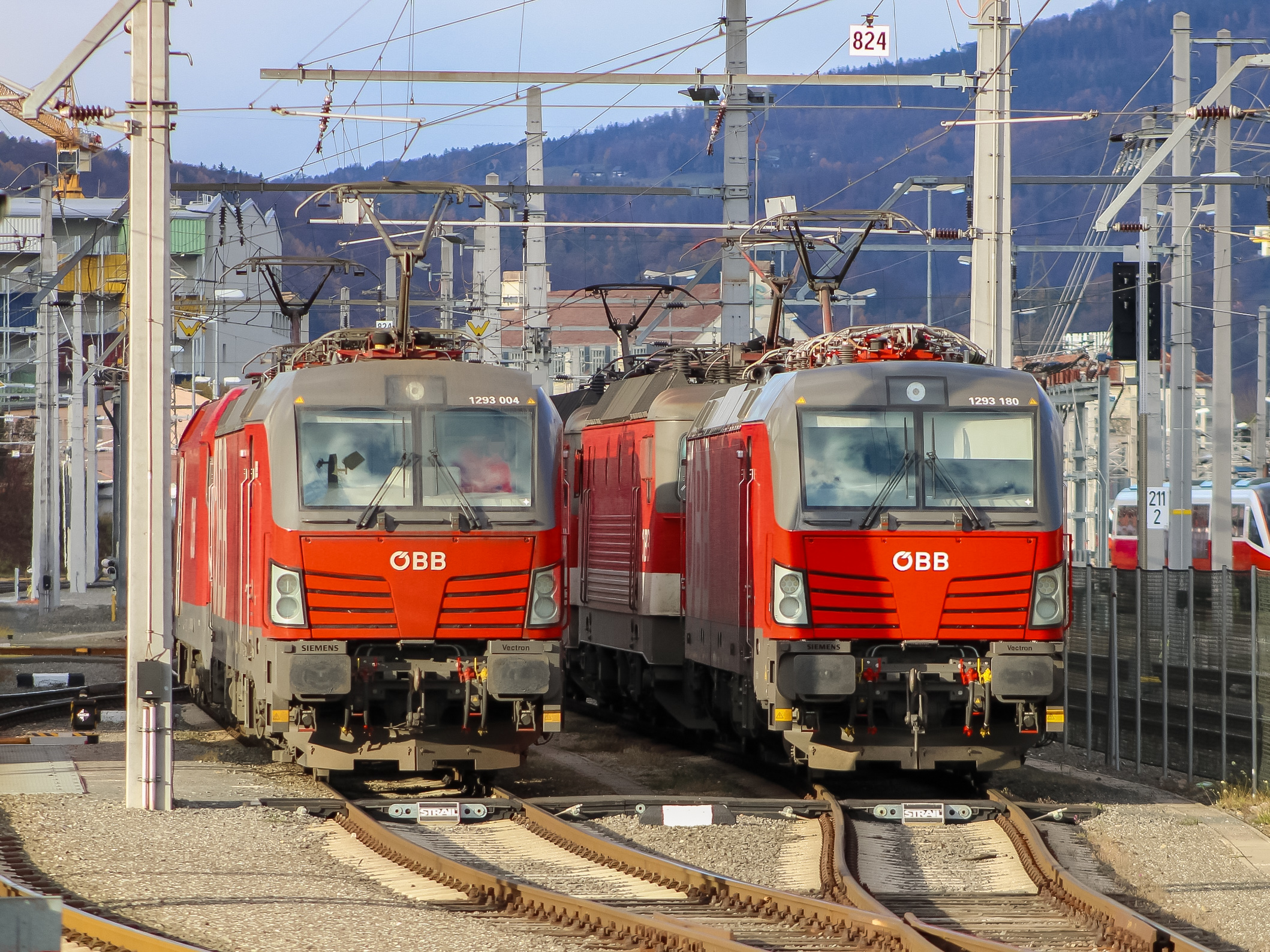
1293 004 und 180 am Stützpunkt Graz Hauptbahnhof

Bei den ÖBB wurden die Lokomotiven der Reihe 1293 anfangs für eine lange Zeit nur im Güterzugdienst eingesetzt. Für die gesamte Flotte bestand bzw. besteht ein Personenzugverbot, welches erst im Jahr 2024 bei den Lokomotiven 1293 047, 048, 049, 050, 051 aufgehoben wurde, mit welchen seither die Railjets der zweiten Generation im Italienverkehr bespannt werden.
In den Jahren 2019 und 2020 sind die Lokomotiven der Reihe 1216 durch die Indienststellung der Reihe 1293 im Güterverkehr weitgehend von den Auslandseinsätzen nach Italien und Tschechien abgelöst worden, außerdem konnte ein Großteil der Mietlokomotiven zurückgegeben werden. Diese Einsätze erfolgen von Innsbruck, Villach und Wien aus.
Im Jahr 2025 ist der Güterverkehr in ganz Österreich bereits, nicht unwesentlich, durch die Reihe 1293 geprägt.
Seit Anfang August 2025 werden die Lokomotiven auf der alten Westbahn vor Doppelstock-Wendezügen zwischen Wien Westbahnhof und St. Pölten Hbf eingesetzt.

## Tranchen und Untergruppierungen
Aus dem Rahmenvertrag über 200 Maschinen wurden bis 2025 alle 200 möglichen Stück in acht Tranchen von den ÖBB abgerufen. Die siebente Tranche soll 2025 folgen, darauf anschließend die achte und letzte Tranche mit der letzten geplanten Lieferung bis März 2027. Unterteilt sind diese Fahrzeuge in folgende Lose:
| von      | bis      | abgerufen | Anzahl | Länderpakete                     | Höchstgeschwindigkeit | Anfahrzugkraft        | Übergabe                                                                                     |
| -------- | -------- | --------- | ------ | -------------------------------- | --------------------- | --------------------- | -------------------------------------------------------------------------------------------- |
| 1293 001 | 1293 030 | 2017      | 30     | A/D/I/H/CZ/PL/SK/HR/SLO          | 200 km/h              | 320 kN                |                                                                                              |
| 1293 031 | 1293 047 | 2018      | 17     | A/D/I/H/CZ/PL/SK/HR/SLO          | 200 km/h              | 320 kN                |                                                                                              |
| 1293 048 | 1293 080 | 2019      | 33     | A/D/I/H/CZ/PL/SK/HR/SLO          | 200 km/h              | 320 kN                |                                                                                              |
| 1293 173 | 1293 200 | 2019      | 28     | A/D/H/CZ/PL/SK/HR/RO/BG/SRB/NL/B | 160 km/h              | 350 kN                |                                                                                              |
| 1293 081 | 1293 085 | 2021      | 5      | A/D/I/H/CZ/PL/SK/HR/SLO          | 200 km/h              | 320 kN                |                                                                                              |
| 1293 086 | 1293 095 | 2022      | 10     | A/D/I/H/CZ/PL/SK/HR/SLO          | 200 km/h              | 320 kN                | 1293.095 übergeben 20.12.23                                                                  |
| 1293 096 | 1293 123 | 05.2023   | 28     | A/D/I/H/CZ/PL/SK/HR/SLO          | 200 km/h              | 320 kN                | 14 Stück bis 31.12.24 übergeben, Rest seit 24.02.25 in Betrieb                               |
| 1293 124 | 1293 143 | 03.2024   | 20     | A/D/I/H/CZ/PL/SK/HR/SLO          | 200 km/h              | 320 kN                | geplant bis 31. Dezember 2025, am 31.03.2025 wurden 4 Stück abgeliefert (124, 126, 131, 132) |
| 1293 144 | 1293 172 | 04.2025   | 29     | A/D/I/H/CZ/PL/SK/HR/SLO          | 200 km/h              | Ausstattung mit XLoad |                                                                                              |

Ab der 1293 036 sind die Lokomotiven mit neuen Pufferbohlen und längeren Verschiebertritten ausgestattet.